# Prammatica Sanzione (1759)

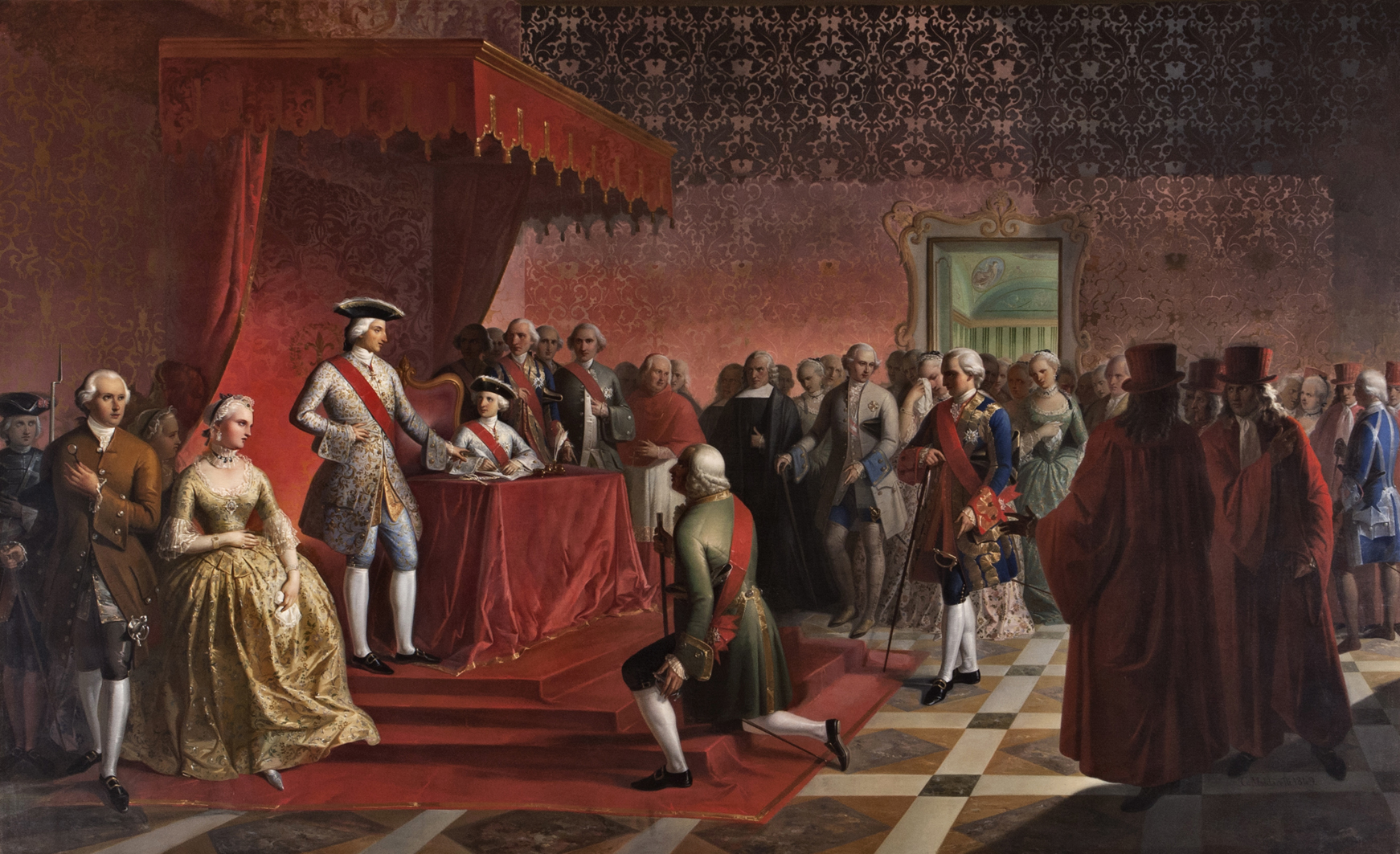
Abdicazione di Carlo III in favore del figlio Fedinando, Gennaro Maldarelli (sec. XIX), Reggia di Caserta.

La Prammatica Sanzione del 3 ottobre 1759 fu il documento con cui Carlo di Borbone regolò la successione dei regni di Spagna, Napoli e Sicilia, nonché del ducato di Parma e Piacenza al momento in cui abdicava alla Corona dei domini italiani per assumere quella di Spagna.

## Finalità
Con la prammatica sanzione:
- veniva escluso dalla successione il primogenito Filippo, affetto da imbecillità. Morirà nel 1777 a 30 anni di vaiolo;
- veniva nominato il secondogenito, Carlo Antonio, Principe delle Asturie e pertanto destinato a succedergli sul trono di Spagna. Regnerà come Carlo IV di Spagna;
- veniva destinato il terzogenito, Ferdinando, a succedergli sui regni di Napoli e Sicilia. Regnerà come Ferdinando IV di Napoli e Ferdinando III di Sicilia e successivamente, con l'unificazione delle due corone, come Ferdinando I delle Due Sicilie;
- veniva sancita la separazione fra corona di Spagna e dei domini italiani:

[...] Ben inteso, che l'ordine di Successione da Me prescritto non mai possa portare l'unione della Monarchia di Spagna colla Sovranità e Domìni Italiani. In guisa che o i Maschi o le Femmine di mia Discendenza di sopra chiamati, siano ammessi alla Sovranità Italiana, sempre che non siano Re di Spagna o Principi di Asturia dichiarati già, o per dichiararsi quando si altro Maschio, che possa succedere in vigor di questa ordinazione negli Stati e Beni italiani. Non essendovi, dovrà il Re di Spagna, subito che Dio lo provvegga di un altro Maschio Figlio, o nipote o pronipote, a questo trasferire gli Stati e Beni Italiani. [...]

## Contesto storico
Nel 1734, durante la guerra di successione polacca, Carlo, all'epoca infante di Spagna (era 3° in linea di successione al trono spagnolo) e duca di Parma e Piacenza, scese in Italia Meridionale alla testa delle armate spagnole e conquistò il regno di Napoli e nel 1735 il regno di Sicilia, sottraendoli alla dominazione austriaca.
Nel trattato di pace di Vienna del 1738 Carlo venne riconosciuto come sovrano legittimo dei territori conquistati, in cambio della cessione del Ducato di Parma e Piacenza agli Asburgo e del Granducato di Toscana ai Lorena (anche se poi Parma e Piacenza alla fine passarono al fratello minore Filippo I di Parma, capostipite del ramo dinastico Borbone-Parma).
Successivamente il trattato di Aquisgrana del 1748 e il trattato di Aranjuez del 1752 avevano stabilito che, qualora Carlo fosse stato chiamato a Madrid per succedere al fratellastro Ferdinando VI di Spagna, a Napoli gli sarebbe succeduto il fratello Filippo, favorendo così la cessione di Parma e Piacenza che veniva rivendicato dall'Austria.
Carlo non aveva voluto ratificare i trattati di Aquisgrana e di Aranjuez, nella speranza di poter trasmettere ai suoi successori diretti i regni di Napoli e Sicilia (a discapito del fratello), per cui, in vista del momento in cui sarebbe stato chiamato ad assumere il trono di Spagna, iniziò una serie di trattative con l'Austria che sfociarono nel Trattato di Versailles del 1758 e del Trattato di Napoli del 3 ottobre 1759 con i quali Vienna rinunciava definitivamente ai ducati italiani.
Al momento di assumere il regno di Spagna, per onorare gli impegni presi, atti a preservare l'equilibrio fra potenze europee, abdicò alle corone di Napoli e Sicilia, stabilendo per l'avvenire la separazione definitiva tra la Corona di Spagna e la Corona dei domini italiani.
A seguito delle decisioni prese nella Prammatica Sanzione, il 6 ottobre del 1759, prima di imbarcarsi alla volta della Spagna, Carlo sedette per l'ultima volta sul trono di Napoli con il figlio Ferdinando alla sua sinistra e, in presenza del Consiglio di Stato, dei deputati di Napoli, Palermo, Messina e di diversi alti funzionari, annunciò le sue intenzioni. Immediatamente dopo Ferdinando giurò come nuovo sovrano. Data la minore età di Ferdinando, questo venne affiancato da un Consiglio di Reggenza, composto da otto ministri e controllato dal toscano Bernardo Tanucci e da Domenico Cattaneo principe di San Nicandro, che avrebbero assicurato il rispetto delle direttive impartite da Madrid da Carlo fino a quando il giovane sovrano, compiuti i sedici anni, avrebbe raggiungto la maggiore età.